# Assago Milanofiori Forum
Assago Milanofiori Forum is een metrostation in de Italiaanse stad Milaan dat werd geopend op 20 februari 2011. Het station wordt bediend door en vormt de zuidelijke terminus van lijn 2 van de metro van Milaan.
Het station ligt buiten de stedelijke tariefzone, in de ten zuiden van Milaan gelegen gemeente Assago. De lijn loopt hier naast Autostrada A7 en het is het zuidelijkste station van het netwerk.
Het station bedient het nabijgelegen Mediolanum Forum, een overdekt sport- en evenementenstadium. Het station kan erg druk worden na een concert of andere evenementen in het Forum.